# Аннексия Крыма Российской Федерацией
Аннексия украинских Автономной Республики Крым и города Севастополя была проведена Россией в феврале—марте 2014 года и не была признана большей частью международного сообщества. На аннексированных территориях двух регионов Украины были созданы новые субъекты Российской Федерации — Республика Крым и город федерального значения Севастополь.
21 ноября 2013 года решение президента Украины Виктора Януковича отклонить соглашение о сближении с ЕС и переориентировать Украину на сближение с Россией вызвало уличные протесты. Решение разогнать протесты силой и принятие «диктаторских законов» вызвало усиление протестов, требования протестующих теперь включали и отстранение Януковича. Кровавые столкновения протестующих и милиции конца февраля 2014 года привели к расколу внутри сторонников Януковича. После заключения соглашения между оппозицией и Януковичем, достигнутого при посредничестве дипломатов ЕС и России Янукович бежал из страны. Украинское общество пребывало в состоянии шока, а многие государственные институты не функционировали в течение нескольких дней.
Обострение гражданского противостояния на Украине повлияло и на события в Крыму. Россия пошла на силовой захват Крымского полуострова, воспользовавшись благоприятствующим моментом: слабостью новой власти. В Крыму смещение Януковича было воспринято многими как государственный переворот, а ряд действий новой власти и её сторонников привёл к активизации русских общественных организаций и мобилизации значительной части этнически русских крымчан против нового руководства Украины. Эту мобилизацию подогревали и действия российских спецслужб, информационное давление и манипулирование общественным мнением со стороны российских СМИ, беспочвенные радикальные заявления ряда политиков. Особую позицию занял Меджлис крымскотатарского народа, претендующий на роль представительного органа крымских татар. 21—23 февраля он организовал массовые акции в поддержку новой украинской власти, а позднее, после назначения крымского референдума, отказался признать его легитимность.
Аннексия проходила в два этапа — сначала были задействованы российские военнослужащие без знаков различия (морская пехота, находящаяся в Крыму, ССО, прочие силовые части и разведка) и локальная самооборона, затем — военное вмешательство с десантом войск на территорию Крыма.
22 и 23 февраля российские спецподразделения начали покидать свои базы и в течение нескольких дней происходила первичная скрытая переброска войск на полуостров, где тем временем продолжалось гражданское противостояние — 23-24 февраля под давлением пророссийских активистов была осуществлена смена исполнительных органов власти Севастополя. 26 февраля сторонники Меджлиса и новой украинской власти собрались у крымского парламента, опасаясь принятия им решения об отделении Крыма от Украины и прорвались в его здание, в результате чего заседание Верховного Совета автономии было сорвано. 27 февраля начались активные действия России по захвату Крыма — российский спецназ захватил здания органов власти АР Крым, после чего в захваченном здании парламента была проведена сессия ВС, на которой было сформировано не признанное центральными властями Украины новое правительства Крыма во главе с лидером партии «Русское единство» Сергеем Аксёновым.
1 марта Совет Федерации РФ удовлетворил официальное обращение президента Путина о разрешении на использование российских войск на территории Украины, хотя к этому времени они там уже фактически использовались. Российскими военнослужащими без знаков различия совместно с отрядами добровольцев были блокированы все объекты и воинские части ВС Украины на территории полуострова, командование которых отказалось подчиниться новому правительству Крыма. Помимо действий в самом Крыму, Россия нарастила группировку войск в прилегающих к Украине субъектах федерации, официально мотивируя это проходящими учениями. Украинское руководство опасалось, что силовое сопротивление России по захвату Крыма даст последней повод к началу полномасштабного вторжения, чреватого поражением Украины, того же, по утверждениям украинских властей, опасались и лидеры западных государств, призывавшие Украину избегать резких действий. В итоге, украинские военные в Крыму не получили чётких приказов по дальнейшим действиям, в результате чего России удалось завладеть полуостровом без вооружённого сопротивления со стороны украинцев; возможность же западного военного противодействия действиями России исключалась готовностью последней применить ядерное оружие при таком развитии событий.
Политическим инструментом аннексии Крыма стал проведённый 16 марта наскоро организованный неконституционный фиктивный референдум о статусе Крыма, начатый им процесс формальной аннексии завершился 18 марта с образованием Россией на занятой территории новых субъектов Федерации. С 19 по 25 марта Россия завершила захват оставшихся украинских военных баз в Крыму, и к 26 марта обрела полный военный контроль над этой территорией. Хотя практически единогласные результаты референдума вызвали подозрения, большинство населения полуострова хотело стать частью России и поддержало её действия в Крыму.
Украина отказалась признавать утрату территории, рассматривая её в своём законодательстве как временно оккупированную часть страны, а действия России — как нарушения различных ранее заключённых договоров, среди которых — Будапештский меморандум и Договор о дружбе, сотрудничестве и партнёрстве между Российской Федерацией и Украиной. Аннексированная Россией территория Крыма характеризуется как оккупированная и в документах ООН.
После аннексии Крыма страны Запада исключили Россию из G8 и начали накладывать на неё санкции.
Захватом Крыма Россия начала необъявленную российско-украинскую войну. С 2014 года Украина вела дипломатическую борьбу за возвращение полуострова. В марте 2022 года признание аннексированного Крыма частью России было одним из принципиальных условий, выдвигаемых российскими властями для прекращения вторжения на Украину в ходе российско-украинских переговоров. В ноябре 2022 года президент Украины Владимир Зеленский заявил, что цель Украины в войне с Россией — возвращение контроля над всей международно признанной территорией страны, включая Крым.
В западных и российских СМИ неоднократно сравнивались аннексия Крыма и действия нацистской Германии 1938 года: аншлюс Австрии и аннексия Судетской области.

## Предыстория
«Учитывая общность экономики, территориальную близость и тесные хозяйственные и культурные связи» в 1954 году Крымская область была передана из состава РСФСР в состав Украинской ССР. 
Незадолго до распада СССР, 20  января 1991 года, в Крыму прошёл референдум о воссоздании Крымской автономной Советской социалистической республики как субъекта Союза Советских социалистических республик и участника Союзного договора, на котором при явке 81,37% "за" проголосовало 93,26%, "против" - 5,64%. На основании референдума автономная республика была создана на территории Украины и не являлась субъектом Российской Федерации, как было до передачи в 1954 году.   

### Крым в составе Украины
В процессе распада СССР 1 декабря 1991 года Украина провела Всеукраинский референдум о независимости. Крым — единственный регион Украины, населённый преимущественно русскими — проголосовал с результатом в 54 % за независимость, Севастополь дал результат в 57 %.
Тогдашний Президент России Ельцин прогноз результатов украинского референдума воспринял в штыки и с неверием, веря в «русский Крым» и в то, что жители левобережья Украины хотят быть с Россией. Советник Горбачёва Анатолий Черняев в ноябре 1991 в своём дневнике записал: «Горбачевские усилия спасти Союз — безнадёжные судороги. И в общем-то все бы ничего, если б не Украина, не Крым, который невозможно отдать.»
На международном уровне, в 1997 году Россия и Украина подписали соглашения о статусе Черноморского флота, решившие вопрос его раздела и пребывания на территории Крыма, а также Договор о дружбе, сотрудничестве и партнёрстве между Российской Федерацией и Украиной («Большой договор»), которым признавали нерушимость границ друг друга и, тем самым, суверенитет Украины над Крымом — что, впрочем, не означало на практике абсолютный отказ России от силового возвращения территории полуострова в свой состав: планы такого рода продолжали разрабатываться всё постсоветское время, хотя и «были сродни стратегии действий на случай ядерной войны: быть готовыми вроде надо, но заставить их применить на практике может только экстренная ситуация». Российское же общество, хотя и не смирилось за период после распада СССР с потерей полуострова и высказывалось в пользу его возвращения (допуская даже возможность прибегнуть к давлению на Украину вплоть до военного), всё же постепенно начинало принимать государственную независимость Украины от России как свершившийся факт.
Оживление политической деятельности пророссийских организаций наметилось с 2002 года. Этому в дальнейшем способствовала «Оранжевая революция» (2004), многие лозунги которой резко враждебно встретила значительная часть крымчан, а также и действия новой власти (в частности в вопросах сближения Украины с НАТО и войны в Грузии), резко ухудшились после неё и российско-украинские отношения — причём российское руководство эта революция побудила интенсифицировать проработку планов по военному захвату полуострова. После Оранжевой революции сеть различных русских националистических организаций, включающая в себя «Русскую общину Крыма», «Евразийский союз молодёжи», «Прорыв» и «Народный фронт Севастополь-Крым-Россия», начала тайно и открыто работать на Крымском полуострове, агитируя за присоединение к России. С 2006 года Евразийский союз молодёжи проводил военные тренировки в специальном лагере, организованном Министерством иностранных дел России и Институтом стран СНГ. Возможность возникновения нового конфликта в Крыму в связи с новым переделом мира считалась высокой уже в начале 2000-х годов. В условиях приближавшегося истечения срока базирования российских войск в Крыму (2017) сохранялась возможность вспышки конфликта за обладание регионом: этому способствовали как действия самой России (паспортизация населения и поддержка пророссийских организаций), так и пророссийские настроения большинства населения региона, что давало России некоторую «внутреннюю легитимность» в Крыму. Высказывались опасения, что в случае нового политического кризиса на Украине возникнет угроза территориальной целостности страны, поскольку это побудит русских националистов добиваться проведения в Крыму референдума о присоединении к России.
Россия предпринимала шаги по дестабилизации Крыма и Донбасса задолго до 2014 года — подобные усилия были задокументированы ещё в 2008 году.

### Правление Виктора Януковича
Во время правления Януковича ГРУ создало во многих частях Украины тайную сеть агентов и пророссийских организаций, а также вербовало членов местных ОПГ, чтобы они присоединились к сепаратистским движениям. Они проходили военную подготовку в крымском летнем лагере «Здоровая Украина» и в Евразийском молодёжном лагере в Донузлаве. При Януковиче СБУ почти полностью прекратила своё наблюдение за сторонниками сепаратизма на востоке Украины и в Крыму, занявшись вместо этого борьбой с украинской оппозицией, а российским спецслужбам было разрешено открыто и беспрепятственно действовать в Крыму, в Донбассе и в других регионах. Из-за высокой коррумпированности прокуратуры и большого числа российских агентов в СБУ Украина предпринимала серьёзные действия против сепаратистов только в 2008—2009 годах.
В России в 2011—2012 годах прошли антиправительственные протесты и надвигался экономический спад, наблюдавшийся в 2013 году, за год до санкций, введённых в 2014. Возможно, «маленькая победоносная война» в Крыму являлась средством укрепления власти и популярности Путина. С образом незаменяемого защитника России конфликт с Украиной проложил путь к его лёгкому переизбранию в 2018 году.
В начале 2013 года Россия начала осуществлять активные действия по предотвращению ухода Украины из российской сферы влияния. Пророссийские политические силы на Украине были слабы и к тому же скрыто подавлялись тогдашним президентом Януковичем. Усилия Москвы, такие как торговые санкции против Украины и «проект Медведчук», не смогли повернуть курс Украины обратно в сторону России, а некоторые из усилий, наоборот, увеличили поддержку интеграции с ЕС на Украине. Российская политика оказалась в тупике, исчерпав все инструменты влияния на движение Украины в сторону Запада.
В сентябре 2013 на Ялтинской конференции советник Путина Глазьев прямо угрожает Украине, что подписание соглашения об ассоциации с ЕС вызовет невозможность оплачивать её долги России.
С конца ноября 2013 года на Украине начались акции протеста, вызванные отказом правительства подписывать соглашение об ассоциации с Евросоюзом. В городах Крыма также происходили аналогичные акции, однако число их участников было относительно невелико. В ходе начавшегося политического кризиса в стране руководство АР Крым поддерживало позицию президента Януковича и правительства Азарова и критиковало действия оппозиции как угрожающие, по мнению парламента, политической и экономической стабильности страны. Выражались опасения за судьбу автономии, но даже с появлением в Крыму в начале 2014 года отрядов самообороны и всё более явной перспективой проведения референдума или опроса вопрос о сецессии ещё не ставился однозначно. Обращения из крымского парламента периода января — начала февраля 2014 года фокусировались вокруг идеи России как гаранта «незыблемости крымской автономии» и защиты конституционного порядка на Украине. Спикер Верховного Совета автономии Владимир Константинов в феврале 2014 года заявлял о возвращении к «некоторым параметрам автономного статуса начала 1990-х годов» и о «децентрализации власти» — но украинской власти. Руководство АРК и Севастополя продолжало декларировать свою приверженность территориальной целостности Украины, а когда 19 февраля 2014 года идея присоединения Крыма к России была выдвинута в стенах парламента автономной республики, председатель Верховного Совета АРК Константинов «одёрнул» одного из депутатов, призвав «помочь Киеву отстоять власть».
В конце 2013 года Путин высказал Януковичу намерение не допустить вступления Украины в Евросоюз или НАТО, а также угрожал оккупировать Крым и Донбасс в случае подписания Соглашения об ассоциации. Эту информацию подтвердили украинский чиновник Геннадий Москаль и тогдашний министр иностранных дел Польши Радослав Сикорский. 9 ноября Путин и Янукович встретились в Москве. После этой встречи Янукович решил не подписывать Соглашение об ассоциации с Евросоюзом. Действия Януковича на встрече по Соглашению об ассоциации косвенно подтверждали это: на встречу в Вильнюсе он прибыл с намерением соглашение не подписывать.
В публичном пространстве Россия декларировала своё невмешательство. Путин 19 декабря 2013 года на пресс-конференции в Москве, отвечая на вопрос о возможности ввода российских войск на Украину для «защиты соотечественников» по примеру ситуации в Южной Осетии и Абхазии в 2008 году, подтвердил её, сказав: «мы будем бороться за равенство прав (российских соотечественников)», но отрицал, что Россия может пойти на применение военной силы на Украине. Он выразил мнение, что дислокация Черноморского флота в Крыму является серьёзным стабилизирующим фактором в международной и региональной политике, а сравнение положения в Южной Осетии и Абхазии с крымским назвал «некорректным».
Исчерпав все инструменты влияния на движение Украины в сторону Запада, подход России был пересмотрен и изменён, и Россия, потерпев неудачу в операциях влияния на Украину, предприняла Крымскую операцию — захват Крыма — со стратегической целью удержания Украины в сфере своего влияния. Путин, столкнувшись с утратой пророссийского президента в Киеве, а также с вероятным подписанием Украиной соглашения с Евросоюзом, в свете провала своих стратегических планов по интеграции Украины в российские Таможенный и Евразийский союзы, решил осуществить захват Крыма.
Несмотря на декларации о невмешательстве, имеются доказательства, что подготовка РФ к действиям в Крыму началась сразу после начала протестов на Майдане в конце ноября 2013. Российские СМИ сразу же начали транслировать программы, критикующие украинские протесты, играя на страхах населения Крыма и востока Украины. Активизировались пророссийские группы в Крыму. В декабре пророссийские активисты встретились с консулом РФ и объявили о требовании отделения Крыма. В конце января 2014 начало задействоваться руководство РФ, высказываясь о «восстании фашистов» на Украине и необходимости защиты русскоговорящих.
В Крыму в то время не существовало подконтрольного России сепаратистского движения. Путин планировал использовать период слабости киевской власти между отстранением Януковича и выбором нового президента, само вызывавшее вопросы отстранение, слабость назначенного исполняющего обязанности президента, а также недоверие служб МВД Украины к новой власти. Украинский парламент помог Путину попыткой отмены закона, поддерживающего развитие русского языка, что украинские пророссийские силы подавали как ущемление русскоговорящих. Москва использовала это для разжигания российского национализма и сепаратизма и оправдания своего захвата Крыма.

## Захват Крыма Россией
Точка невозврата для России была пройдена в конце ноября 2013 года, когда украинская милиция силой разогнала мирные протесты на Майдане. Москва, по-видимому, заметила ранние признаки падения режима Януковича. С конца января 2014, когда Янукович ещё был при власти, не только украинские пророссийские (Медведчук), но и российские Глазьев и Институт стран СНГ развернули старый лозунг о «федерализации» Украины, раздувая конфронтацию. Затулин заявил, что федерализация Украины — «единственный мирный способ удержать её от развала», несмотря на то, что, по февральской оценке Института стран СНГ, в Крыму не было политических сил, согласных обсуждать федерализацию или пересмотр статуса Крыма.
К процессу начала подключаться российская элита. Глава Крымского парламента Константинов в конце января встретился с советником Путина Сурковым в Москве. Российский депутат Журавлёв анонсировал создание «Славянского антифашистского фронта», и в начале февраля посетил Крым с попыткой включить в «Фронт» более 30 украинских организаций. Cурков посетил Крым в середине февраля, а Константинов ещё раз посетил Москву. Российские лидеры внимательно следили за ситуацией в Крыму, и возможно участвовали в агитации.
Произошедшее 18—20 февраля обострение гражданского противостояния в стране, а затем и смещение Януковича с поста президента способствовали радикализации настроений как в Крыму, так и в руководстве России. Россия фактически использовала Евромайдан в качестве оправдания аннексии и последующей гибридной войны против Украины. В Крыму, где многие восприняли смену власти как государственный переворот, в этот период даже стремившиеся к договорённостям с Украиной политики «склонили чашу весов в пользу Москвы», в том числе под давлением общественности, а отделение Крыма от Украины и включение его в состав России стало допускаться и руководством парламента автономии. Политолог Sanshiro Hosaka, однако, анализирует действия руководства РФ в конце 2013 — начале 2014 годов, отмечая, что Москва пришла к выводу, что ей не удастся удержать Украину в своей сфере влияния, используя прошлые и текущие методы влияния на Украину (торговые ограничения и пророссийкие политики на Украине). Исследователь приходит к выводу, что кризис на Украине был искусственно эскалирован Москвой с целью захватить часть территории соседнего государства, чтобы использовать это как рычаг для осуществления стратегии Москвы — удержания Украины в своей сфере интересов.
В Крыму началась протестная мобилизация населения, инициированная в основном местными жителями, но подогреваемая и организуемая российскими спецслужбами. Пророссийская партия «Русское единство» инициировала создание сил самообороны, а российские агенты организовали и координировали их. Их участниками стали как местные жители, набранные пророссийскими группами, так и члены местных ОПГ, набранные при помощи российских спецслужб.
Россия, воспользовавшись складывающейся ситуацией, решила пойти на радикальный шаг — аннексию Крыма. В числе причин, побудивших российское руководство на такой шаг выдвигаются геополитические (унизительный для России «проигрыш» Украины Евросоюзу, требовавший «отмщения»; опасения относительно возможного пересмотра соглашений по флоту и/или превращения Украины из нейтрального «буферного государства» в «значимого игрока на стороне США и их союзников», не желающих «учитывать российскую аргументацию»; стремление вернуть территории, потерянные при распаде СССР; стремление ослабить и уничтожить Украину), экономические (притязания на черноморские ресурсы энергоносителей) и внутриполитические (отвлечь население от внутренних проблем, сплотив его вместо этого перед образом внешнего врага) мотивы.
Когда именно российское руководство начало свои действия в отношении Крыма, остаётся спорным вопросом. Источники, близкие к командованию крымской операцией, указывают 18 февраля как дату, когда ССО РФ в Новороссийске и на базе ВМФ РФ в Севастополе были приведены в состояние тревоги. 20 февраля войска РФ получили приказ блокировать украинские военные базы в Крыму и предотвратить кровопролитие между протестующими. Однако силы РФ начали действовать только 23 февраля, через 2 дня после бегства Януковича из Киева, давая таким образом возможность Путину отозвать операцию, если бы соглашение, подписанное Януковичем 21 февраля с лидерами Майдана и ЕС о досрочных выборах, начало действовать.
При подписании Соглашения об урегулировании политического кризиса между Януковичем и лидерами оппозиции, Путин не позволил его представителю Лукину подписать Соглашение, чтобы не поддерживать формирование «консенсусного режима» в Киеве. После заключения соглашения между оппозицией и Януковичем, достигнутого при посредничестве дипломатов ЕС и России, протестующие, по одним оценкам, его отвергли, по другим — раскритиковали, но не отвергли, а Общественный Совет Майдана поддержал соглашение 32 голосами против 2. Путин, наоборот, активно помог Януковичу покинуть Украину, вместо того, чтобы убедить его остаться у власти и защищать интересы РФ в Украине. Через несколько дней после бегства Януковича его Партия Регионов распалась, в точности как предсказывалось в разработанном в начале 2013 года в России «Комплексе мер».

### Военные силы сторон
Согласно информации аналитического центра RAND, в начале конфликта в Крыму размещались около 18 800 украинских военнослужащих, хотя временный министр обороны Украины в феврале оценивал их численность ближе к 15 тысячам. Военно-морские силы Украины на территории Крыма были представлены ракетно-артиллерийской бригадой, двумя отдельными батальонами морской пехоты, и бригадой береговой охраны. Также на полуострове находились 2500 сотрудников Министерства внутренних дел Украины, которые, по мнению центра, не имели оборонного значения. Министр обороны Украины на совещаниях украинского руководства в феврале сказал, что от полутора до двух тысяч военнослужащих являются надёжными и готовы сражаться с россиянами в случае приказа. В распоряжении армии были 41 танк, 160 БМП, 47 артиллерийских установок и крупнокалиберные миномёты. Из 45 самолётов МиГ-29 в Бельбеке в рабочем состоянии находились от 4 до 6 машин. Уровень готовности украинских зенитных ракетных комплексов Бук-М1 и С-300 центр назвал сомнительным.
Россия, согласно центру RAND, разместила на полуострове около 12 000 военнослужащих Черноморского флота, единственной пехотной частью при этом являлась 810-я отдельная бригада морской пехоты. Российская морская пехота состояла из контрактных военнослужащих, которые были обучены и укомплектованы лучше, чем солдаты срочной службы. Российская армия в Крыму перед началом конфликта уступала в численности живой силе и тяжёлой технике украинским войскам, однако соглашения Украины с Россией о базировании российских войск в Крыму позволяли достаточно свободно[уточнить] перебрасывать силы с материка на полуостров.

### Крымская операция
Украинские эксперты и чиновники утверждали, что Москва в течение многих лет тайно готовила план по аннексии Крымского полуострова, который и был реализован в самый тяжёлый момент для Украины, когда произошло кровавое противостояние на Евромайдане.
Самой ранней датой называется (в частности, украинскими властями) 20 февраля 2014 года, указанное на российской медали «За возвращение Крыма», что означает начало аннексии до смены украинской власти. Путин в обнародованном в 2015 году телеинтервью утверждал, что поручение «начать работу по возвращению Крыма в состав России» отдал после ночного совещания 22 — 23 февраля 2014 года.

### Бегство Януковича
22 февраля Янукович должен был прибыть на съезд депутатов юго-восточных областей Украины и Крыма в Харькове. Организаторы планировали объявить о переносе столицы Украины, и, соответственно, власти, из Киева в Харьков. Янукович на встрече не появился. Он связался с Путиным и договорился о встрече в российском Ростове. Украинские пограничники получили указание из Киева не выпускать самолёт Януковича из Донецка. В это время парламент Украины отстранил Януковича. Янукович решил перебраться в Крым и обратился к Путину за помощью.
На то время Путин уже принял решение о захвате Крыма. Если бы Янукович обосновался в Крыму, и попытался оттуда вернуться в Киев как легитимный президент, это помешало бы планам Путина на Крым. Путин должен был помешать попаданию Януковича в Крым. Он отдал приказ перевезти Януковича в Россию. Янукович выехал из Донецка по земле в сторону Крыма. Российские войска отслеживали передвижение колонны. Российская разведка была на связи с охраной Януковича, и сообщила ему о якобы готовящейся на него засаде. Янукович должен был остановиться не доезжая Крыма и пересесть в посланные за ним через границу российские военные вертолёты. Путин рассказал об этом позже в своих воспоминаниях. Никаких доказательств готовящейся засады так и не появилось. Спецслужбы Украины были на то время слишком дезорганизованы для подготовки подобного. Янукович в крыле из трёх армейских военных вертолётов был переправлен, к его удивлению, не в Крым, а в Россию, по причине якобы необходимости дозаправки.
В России Путин Януковича не встречал. Янукович потребовал вернуть его обратно в Украину, в Крым. Его доставили на российскую военную базу в Крыму. Там он встретился с руководителем своей администрации Андреем Клюевым и другими соратниками. В это время новый глава украинской СБУ Валентин Наливайченко и министр внутренних дел Арсен Аваков уже находились в Крыму, пытаясь найти Януковича. Во время протестов на Майдане Наливайченко и Аваков активно участвовали в событиях, и они не были уверены, будут ли их приказы выполнены сотрудниками крымских силовых структур, если последние получат указания арестовать Януковича. Охрана Януковича сохраняла ему верность. Тем не менее, сам Янукович принял решение не рисковать и покинуть Крым, избегая возможных конфликтов и, по его мнению, угроз для своей жизни. Янукович на российском корабле убыл в Россию. С точки зрения Путина, Янукович утратил перспективу в Украине и стал препятствием для его планов в Крыму. По утверждениям Путина, события в Крыму начались изначально по инициативе местного населения, но их итог — «возвращение Крыма» в Россию — было осуществлено по его приказу. С отбытием Януковича в Россию политическое препятствие для захвата Крыма было устранено.
К 20 февраля российские спецподразделения получили первые приказы и были приведены в боеготовность, а 22 и 23 февраля начали покидать свои базы и в течение нескольких дней происходила первичная скрытая переброска войск на полуостров, где тем временем продолжался гражданский конфликт. 23—24 февраля под давлением пророссийских активистов была осуществлена смена исполнительных органов власти Севастополя. На собрании фактическим главой города стал предприниматель и гражданин России Алексей Чалый, назначенный руководителем Севастопольского городского управления по обеспечению жизнедеятельности города и председателем координационного совета при нём. Политолог Эндрю Уилсон оценивает произошедшее как «первый переворот».
В АР Крым, однако, борьба за власть и дальнейшее развитие политического курса, осложнённая конфликтом между правительством (склонявшимся к признанию новой украинской власти) и руководством парламента (ставившим правомочность новой центральной власти под сомнение) продолжилась ещё несколько дней. Пиком этого гражданского этапа противостояния стали столкновения 26 февраля у здания ВС АРК. В этот день Меджлис крымскотатарского народа организовал митинг у здания Верховного Совета Крыма с целью заблокировать его и не допустить принятия «решений, направленных на дестабилизацию ситуации в автономии». В ходе митинга Рефат Чубаров заявил, что крымские татары не дадут оторвать Крым от Украины. Одновременно здесь же проходил митинг «Русской общины Крыма». Между участниками двух митингов вспыхнул конфликт, в результате которого 35 человек получили травмы и ранения и два человека погибли: мужчина, скончавшийся от сердечного приступа, и женщина, затоптанная в давке.

### Захват парламента и правительства

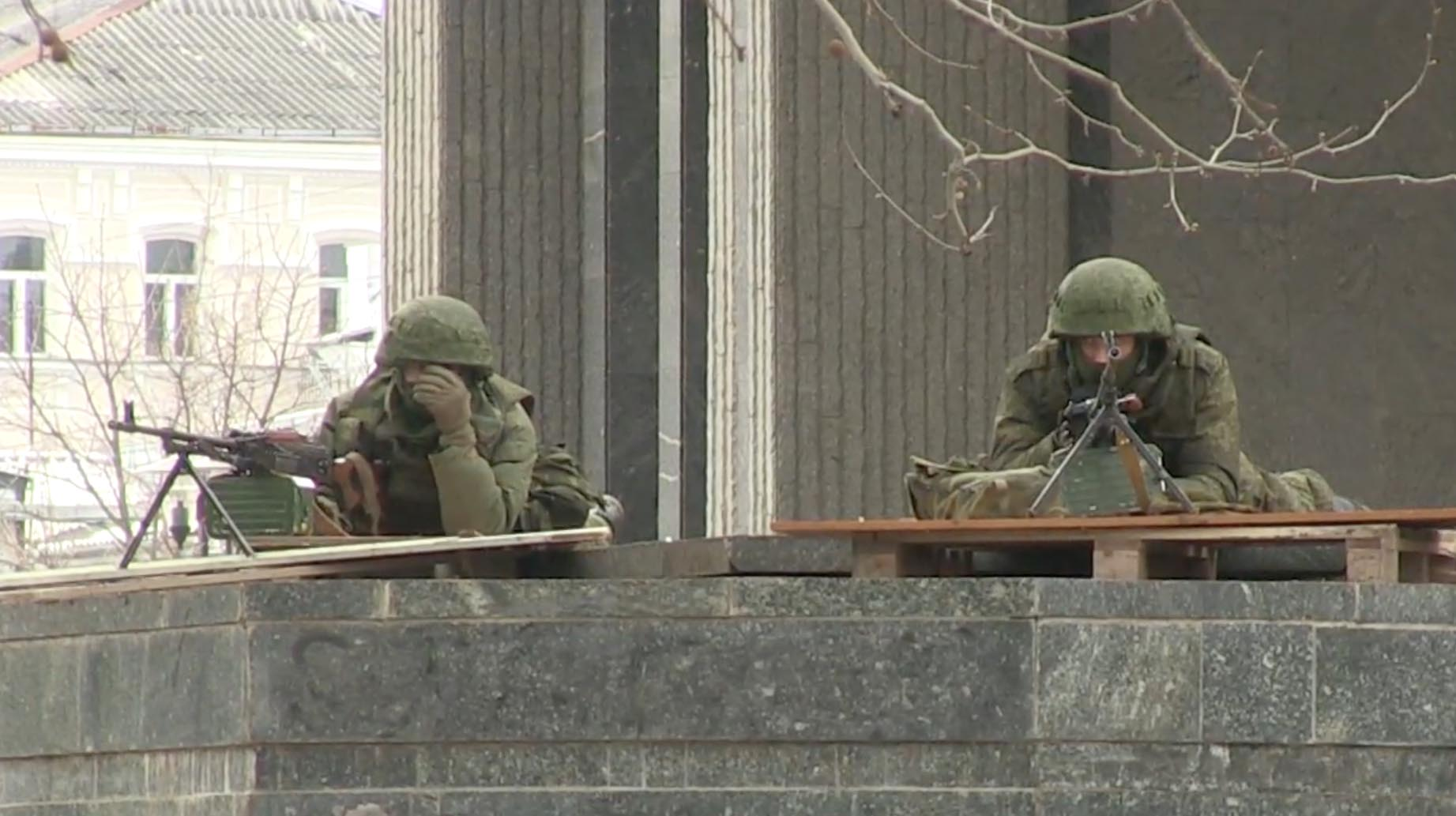
Российские военные без знаков различия с пулемётами у здания Верховного Совета Автономной Республики Крым, 1 марта 2014 года

Массовые протесты не позволили Крымскому парламенту осуществить сценарий, в котором Крым самостоятельно откалывается от Украины и затем просит Россию о помощи. Меньше чем через неделю после бегства Януковича Россия в ходе тайной специальной операции заменила местное правительство в Крыму российскими доверенными лицами и поручила им подготовить регион к российской аннексии. Следующим же утром, 27 февраля, в Крым прибыли российские силы ССО, захватили парламент и установили пророссийское правительство, которое затем и обратилось к РФ за помощью.
26 февраля, в то время, как министр иностранных дел России Сергей Лавров подтвердил позицию «принципиального невмешательства» в дела Украины, Владимир Путин отдал приказ о проведении военных учений на западе России, и в Севастополь прибыл десантный корабль Черноморского флота России с 200 военнослужащими сил специальных операций. Начиная с 27 февраля на улицах Крыма появились российские воинские подразделения без знаков различия, которые захватили важные объекты, особенно военные и административные.
В ночь с 26 на 27 февраля российским спецназом были захвачены здания Верховного Совета и Совета министров АР Крым в Симферополе; кроме того ранним утром были установлены блокпосты на Перекопском перешейке и Чонгарском полуострове, что перерезало сухопутное сообщение Крыма с материковой Украиной. Российские силы состояли из двух десантных подразделений ССО псковской 76-й десантно-штурмовой дивизии около 30 бойцов каждый. Подразделения высадились в Севастополе и захватили парламент и правительственный квартал в Симферополе. Работа крымского правительства была полностью остановлена, министры и сотрудники не были допущены на свои рабочие места, как прелюдия к тому, что вместо них будет поставлено новое правительство.
Премьер-министр Крыма Анатолий Могилев связался с Киевом, но не получил четких инструкций. Новые киевские власти ещё не имели полного контроля над вооруженными силами и службами безопасности.
Группа российских военных без опознавательных знаков собрала по Симферополю депутатов Крымского Верховного совета и доставила их в захваченное здание парламента. Депутаты не особо хотели принимать участие в происходящих событиях. По сообщениям гражданина РФ Игоря Гиркина, одного из командиров, участвовавших в крымских событиях, им приходилось «загонять» депутатов в зал для принятия решений. В захваченном российскими силами здании Верховного Совета Автономной Республики Крым была проведена чрезвычайная сессия парламента АРК. Депутаты проголосовали по заранее подготовленным решениям об отстранении назначенного Януковичем премьер-министра Крыма Анатолия Могилева. Лидер спонсированной российскими спецслужбами партии «Русское единство» Сергей Аксёнов был назначен на пост председателя правительства региона. На выборах партия «Русское единство» получила перед этим всего три места в крымском парламенте, но Аксенов незадолго до событий создал свой отряд добровольцев и имел поддержку спикера парламента Владимира Константинова. Присутствие спецназа РФ в парламенте фактически сделало голосование принужденным, а журналисты, беседовавшие с депутатами, которые не были на сессии, но оказались зарегистрированными и проголосовавшими, выяснили, что достаточного для принятия решений количества депутатов — кворума — на сессии не было. Произошедшее не имело легитимности и представляло собой осуществленный Россией военный переворот.
27 февраля на заседании СНБО министр обороны Украины Игорь Тенюх заявил, что киевском, харьковском и донецком направлениях Россия сосредоточила 38 тысяч военных, а боевой состав российских сил в Крыму превышает 20 тысяч человек. В то же время он сказал, что Украина может собрать боеспоспособную группировку всего лишь в 5000 человек и заявил, что «если российские части войдут утром со стороны Черниговской области, то к вечеру они уже будут в Киеве». О неготовности Украины к войне говорили и другие члены высшего руководства страны.
По словам украинской стороны, страны Запада также призывали Украину не совершать никаких резких действий, чтобы не дать повод России к войне. При этом, по словам тогдашнего временно исполняющего обязанности президента Украины Александра Турчинова, украинское руководство рассматривало различные варианты военного ответа на действия России, в том числе переброску десантников с материковой Украины на Крымский полуостров, однако от этих планов было решено отказаться. Глава СБУ Наливайченко доложил, что, по информации разведок США и Германии, Россия, в случае военного сопротивления Украины, планировала начать полномасштабное вторжение. В результате украинские военнослужащие в Крыму не получили из Киева чётких приказов для своих дальнейших действий, в силу чего не оказали вооружённого сопротивления российским войскам. Это позволило России захватить без боя украинские военные базы и гарнизоны на полуострове.
В последующие дни российские войска и пророссийские формирования захватили все ключевые объекты инфраструктуры Крыма, блокировали, а в ряде случаев и захватывали украинские военные объекты. По сведениям «Новой газеты», для участия в крымской операции были привлечены силы спецназа и отдельные подразделения ВДВ из Пскова, Тулы, Ульяновска, а также «специально завезённые в Крым гражданские лица», которые «выполняли по этому плану роль мирного населения, решительно поддержавшего российскую армию при захвате объектов»; по утверждению российского президента, для блокирования и разоружения украинских воинских частей на полуостров перебрасывались спецподразделения ГРУ и силы морской пехоты, десантников. Оценивая вероятного противника, специалисты Минобороны РФ имели в виду не только потенциал украинских ВС, но и возможное появление в Крыму активистов полувоенных формирований. В частности, утверждалось, что у российских спецслужб имелась оперативная информация о размещении в Крыму группы «Правого сектора» и планах организации диверсий на объектах Черноморского флота. Также российской стороной ожидались также акции, рассчитанные на привлечение внимания мировых СМИ, — захват боевыми группами заложников и пленение российских военнослужащих. Учитывалась и вероятность применения оружия со стороны крымских татар (на что рассчитывали и в украинском руководстве, получившем, однако, отказ на такие просьбы), в силу чего крымские и российские власти предприняли активные усилия для того, чтобы если не склонить их на свою сторону, то хотя бы добиться их нейтралитета в сложившейся ситуации.
Хотя решение не было признано центральными украинскими властями, 1 марта Аксёнов обратился к российскому президенту Владимиру Путину с просьбой об оказании помощи по «поддержанию мира» в Крыму, что было использовано Россией для обоснования военного вмешательства: Путин получил от Совета Федерации одобрение на использование Вооружённых Сил России на территории Украины.
В начале марта российскими военнослужащими и крымскими отрядами самообороны были блокированы все военные объекты украинских вооружённых сил в Крыму. Украинским военным был поставлен ультиматум: от них под угрозой штурма воинских частей потребовали сдачи.
Помимо действий по собственно захвату стратегических объектов в Крыму российская армия начала интенсивные военные учения в приграничных с Украиной областях — Ростовской, Белгородской, Тамбовской и Курской. При этом российский президент Путин заявлял, что «учения в западных регионах России совершенно не связаны с ситуацией на Украине». Однако украинское руководство расценило эти действия российской стороны как подготовку к полномасштабному вторжению России на Украину.
После аннексии Крыма в Украине возникла дискуссия о том, всё ли сделала новая украинская власть в феврале — марте 2014 года для того, чтобы российская аннексия Крыма не состоялась.

### Информационная война
Действия России в ходе захвата Крыма включали информационную и кибервойну. Россия провела «активные мероприятия» — политическую войну, включающую пропаганду, шпионаж, саботаж и убийства. Проведенные психологические операции включали воздействие на мнение руководства или общества с помощью повторяемой лжи и сфальсифицированных документов, использование групп и негосударственных организаций для влияния, использование агентов на местах или завербованных в правительстве, использование РПЦ.
Геолокация мобильных телефонов военных Украины использовалась для установления их местонахождения для последующего целеуказания. Армия РФ быстро захватила телефонные коммуникации, связь с внешним миром была прервана, мобильная связь шла через российские мобильные операторы.
Соцсети были наполнены пророссийскими сообщениями. В статьи Википедии о Крыме и Украине были внесены значительные изменения. Доступ к украинским новостным сайтам был прекращен, телевидение было захвачено, передача украинских каналов была остановлена, вместо них было организовано вещание российских каналов.
Критические коммуникации вооруженных сил Украины были подвергнуты кибератакам и прерваны или подавлены. Мобильные телефоны членов правительства Украины и зарубежных организаций, поддерживающих Украину, были подавлены. Скорость и технологичность кибератак указывают высокую степень подготовленности.
Инфовойна, распространение тревожной и ложной информации, сыграли ключевую роль в сыскании поддержки действий РФ среди русского населения Крыма. Население было убеждено, что банды украинских фашистов едут в Крым, на своем пути насилуя русских и сжигая их дома.

## Аннексия
Политическим инструментом аннексии Крыма Россией стал наскоро организованный неконституционный референдум о вхождении Крыма в состав России, проведённый 16 марта. По объявленным итогам голосования подавляющее большинство крымчан поддержало аннексию, вместе с тем вопрос о доверии откровенно некорректно организованному и проведённому голосованию является дискуссионным, а его «пророссийские» результаты, по утверждению критиков, были существенно ниже объявленных. Референдум рассматривается как фиктивный — на нём не присутствовали международные наблюдатели, а от журналистов требовалось не сообщать «негатив». Крымские татары — коренной народ Крыма — бойкотировали голосование. На основании объявленных результатов референдума, 17 марта в границах АРК и Севастополя была создана самопровозглашённая Республика Крым, а 18 марта Россия подписала с ней договор, образовавший на этой территории субъекты Российской Федерации — Республику Крым и город федерального значения Севастополь. 21 марта завершилась законодательная процедура образования субъектов, а к 26 марта — военный захват территории, оставшиеся на стороне Украины военнослужащие к 28 марта были выведены с полуострова. Фактической государственной границей между Россией и Украиной в крымском регионе стала сложившаяся к этому времени административная граница АР Крым и Херсонской области, протяжённостью приблизительно 170 км по суше и азовским лиманам.
Вместе с тем Украина отнюдь не признала потерю своей территории, а начала упорную дипломатическую борьбу за её возвращение, получив в этом поддержку (в той или иной степени) большинства государств — членов ООН.

## Потери сторон

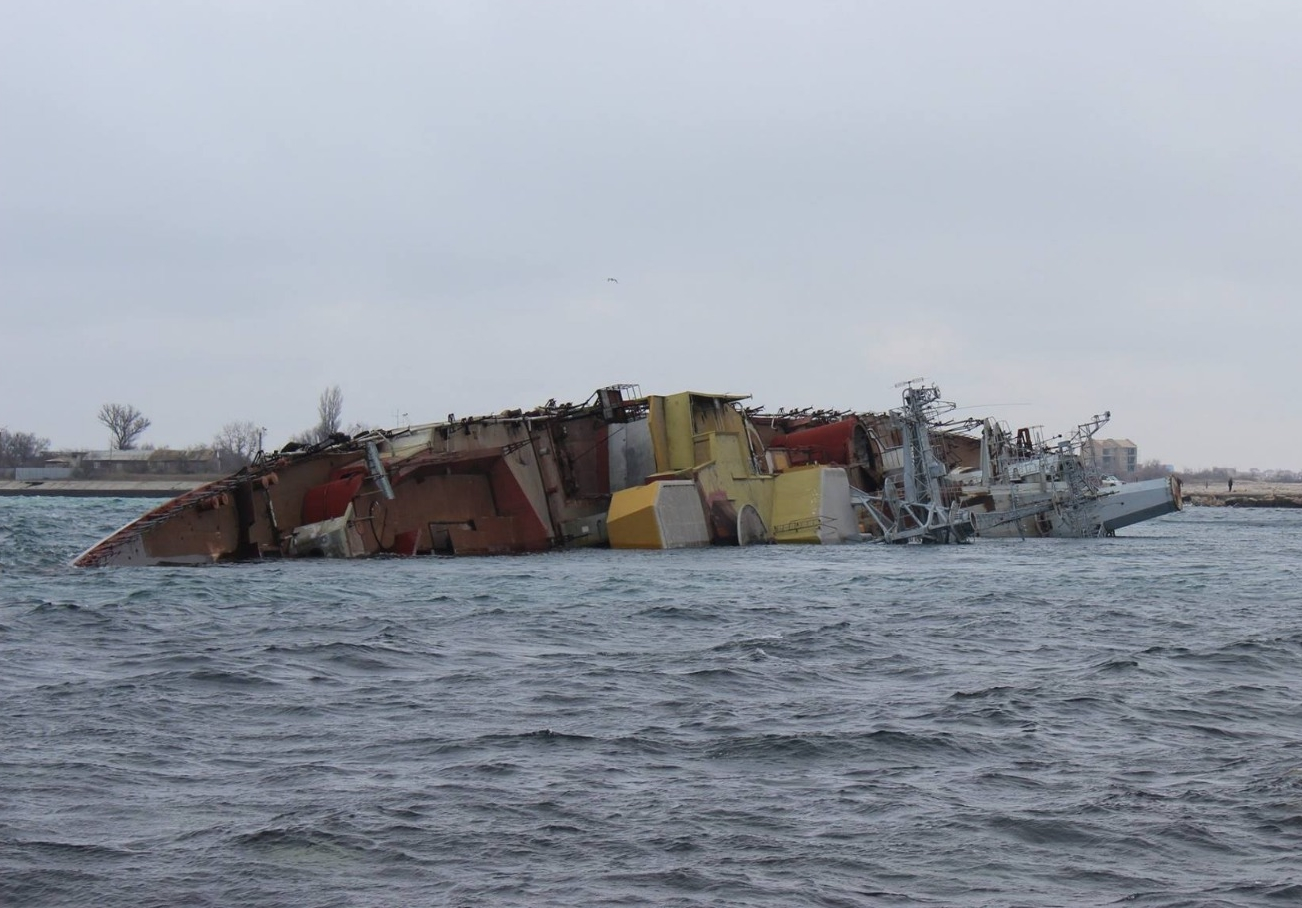
Затопленный корабль «Очаков» в Донузлаве

Во время Крымского кризиса с 23 февраля по 18 марта 2014 года на полуострове погибло шесть человек. Среди погибших: трое общественных активистов (два пророссийских и один проукраинский), двое украинских военнослужащих — прапорщик Сергей Кокурин и майор Станислав Карачевский, и один российский военнослужащий — Руслан Казаков.
В ночь с 5 на 6 марта 2014 года российскими военными у входа в озеро Донузлав был затоплен собственный противолодочный корабль «Очаков» для блокады кораблей ВМС Украины.

## Анализ действий сторон
Исследователь Тарас Кузьо выделяет пять факторов как причины действий РФ в Крыму и в Донбассе в 2014 году:
- В течение 10 лет перед 2014 годом в России были реабилитированы царистские и белоэмигрантские националистические имперские взгляды на украинцев и Украину. Путин начал видеть в себе «собирателя земель русских»;
- Путин чувствовал себя повторно униженным поддержанной Западом украинской революцией, которая препятствовала его «собирательству русских земель» и повернула Украину от Русского Мира в сторону ЕС;
- Давние, ещё с 1990-х годов, территориальные претензии РФ на Крым;
- Доктрина Лукьянова — взгляд на Украину как ограниченно самостоятельного, «искусственного» государства[223].

Австрийский политолог Мартин Малек утверждал, что действия российских войск в Крыму не были «импровизацией или отчаянной реакцией Путина на свержение Януковича 22 февраля 2014 года». Исследователь указывал, что действия российских сил отрабатывались несколько лет, в частности в сентябре 2013 года в ходе российско-белорусских учений в Калининградской области, где отрабатывались «операции по защите соотечественников, якобы притесняемых на территории иностранного государства». Мартин Малек отмечает, что отработанные россиянами методы были использованы в Крыму, причем отчасти именно теми военнослужащими, которые участвовали в тех манёврах и были заблаговременно в составе небольших групп перемещены на российские военные базы на Крымском полуострове.
На протяжении крымских событий факт участия российских войск в аннексии Крыма отрицался и лишь спустя несколько недель был признан российским руководством; отказ признать очевидное, однако, «не мог обмануть иностранные спецслужбы и военных специалистов» (а кроме того, подорвал доверие к последовавшим российским утверждениям о неучастии в украинском конфликте: после Крыма было «неудивительно, что наблюдатели предполагали наличие аналогичных обстоятельств в Донецке, Луганске и других регионах»), тем не менее, отказываясь признавать своё военное присутствие, российское руководство вплоть до референдума смогло держать в тайне свои намерения и то, насколько далеко (до полной аннексии территории) оно готово пойти в крымском вопросе. Это в значительной мере дезориентировало украинские власти и украинских военных в Крыму (готовившихся к противостоянию с отрядами «крымской самообороны», но не с профессионально вооружённым и подготовленным противником); неопределённость относительно намерений России усложнила Украине и западным странам выработку «своевременной и эффективной» совместной реакции на эти действия.
Российскому вторжению в Крым и последовавшей аннексии полуострова помогло то, что военное присутствие России на полуострове воспринималось местным населением как одинаково легитимное с украинским. Помимо этого, успеху России также сопутствовали и некоторые другие факторы — география (для «отсекания» Крыма от Украины и защиты от возможных попыток «контратаки» с её стороны требовалось контролировать лишь немногие ключевые позиции), в том числе близость Крыма к России (и, в частности, к Южному военному округу, который накануне крымских событий был «наиболее боеготовым»), а также существование на полуострове автономной административной единицы, позволявшее «аккуратно» оформить отделение региона от Украины. Россия имела готовый плацдарм в Крыму (военные объекты Черноморского флота), а соглашения о базировании флота использовались Россией для пополнения военного контингента — под предлогом «усиления охраны» объектов ЧФ в Крым направлялись спецподразделения для блокирования и разоружения воинских частей Украины. В ответ на возможное западное военное вмешательство в ход российских действий по захвату Крыма Россия была готова использовать ядерное оружие, о чём впоследствии говорил и сам российский президент Путин.
Помимо указанных преимуществ «быстрому и хорошо скоординированному развёртыванию российских сил» способствовали и политические ошибки украинских властей, которыми Россия не преминула воспользоваться. Одна из них произошла 24 февраля, когда активист «Правого сектора» Игорь Мосийчук, пригрозил направить «поезд дружбы» в Крым на подавление сепаратистов; хотя «Правый сектор» как таковой не мог говорить от лица украинской власти, а сама угроза не была реализована, заявление было подхвачено русскоязычными СМИ как свидетельство нависшей над крымчанами непосредственной опасности. Наконец, третья ошибка произошла 25 февраля, когда новая украинская власть упразднила спецподразделение милиции «Беркут», принимавшее активное участие в противостоянии с активистами Евромайдана в Киеве, ранее отозванное из украинской столицы. Это было воспринято правоохранителями, убеждёнными в добросовестном исполнении своих задач, как унижение, а также поставило их перед проблемой трудоустройства. По возвращении на полуостров крымские бойцы спецподразделения были встречены местными жителями как герои, российские же власти заявили о готовности принять украинских милиционеров к себе на службу. В итоге крымский «Беркут» встал на сторону России и пророссийских сил, способствуя российской аннексии Крыма (особенно на начальном его этапе, когда дополнительные российские подкрепления ещё не прибыли на полуостров); кроме того, часть бывших бойцов «Беркута» в дальнейшем приняла участие в войне против украинского правительства в Донбассе.
Западные эксперты квалифицируют действия России в ходе крымских и донбасских событий 2014 года как «гибридную войну», рассматривая её как некую новаторскую форму ведения интервенции, которая, как утверждается, может стать базовым методом действий российского руководства на перспективу. Nato SratFor указывает на такие характерные черты российской тактики ведения «гибридной войны», как ведение интенсивной информационной кампании, использование кибератак и хорошо тренированных сил спецопераций. Директор российского Центра анализа стратегий и технологий (ЦАСТ) Р. Н. Пухов, однако, полагает, что никаких принципиально новых действий российская армия в Крыму и на Украине не вела, употребление термина «гибридная война» носит более пропагандистский, чем классификационный характер, а действия, которые объявляются специфичными для «гибридной войны», на самом деле уже давно используются во всех вооружённых конфликтах «низкой интенсивности». Пухов пишет, что российская агитация украинских военных в пользу сдачи и перехода на сторону России стала «в высшей степени успешным мероприятием, приведшим к полному разложению украинских сил на полуострове», но вместе с тем связывает этот успех со спецификой этих сил (большинство военнослужащих Украины в Крыму были жителями полуострова), а не какими-либо особыми действиями в области пропаганды.
В 2022 году в ходе своей полномасштабной войны с Украиной Россия в оккупированных ею регионах юга и востока Украины наскоро организовала фальшивые референдумы и затем объявила об аннексии четырёх областей Украины (в том числе и незанятых РФ части областей) в состав РФ. Политолог Элеанор Кнотт считает, что одним из последствий этих незаконных «референдумов» и последующей аннексии был подрыв легитимности и обесценивание крымского референдума 2014 года и российской аннексии Крыма.

### Вопрос русского языка
«Быстрому и хорошо скоординированному развёртыванию российских сил» способствовали и политические ошибки украинских властей, которыми Россия не преминула воспользоваться. Одной из них стало принятое 23 февраля решение Верховной рады об отмене Закона «Об основах государственной языковой политики», воспринятое русскоязычной общественностью как отличительное свидетельство «антирусской повестки» новой украинской власти и способствовавшее мобилизации значительного количества русских крымчан против неё.
По мнению историка и политолога Тараса Кузьо, роль языкового вопроса в ходе аннексии украинского Крыма и начала войны в Донбассе в 2014 году значительно преувеличена и мифологизирована. Русскоговорящим в Крыму ничего не угрожало, а языковой вопрос не играл важной роли на востоке Украины. Среди военнослужащих Украины около двух третей составляют русскоговорящие, что опровергает миф о конфликте в Донбассе, возникшем вследствие якобы «националистической» Украины, где не было места для русскоговорящих.

### Роль Виктора Януковича
18—20 февраля 2014 года в Киеве произошли кровавые столкновения между сторонниками Евромайдана и украинскими силовиками, что привело к гибели десятков людей. Вечером 21 февраля президент Украины Виктор Янукович покинул Киев, прибыв в Харьков 22 февраля. В тот же день 22 февраля Александр Турчинов стал спикером Верховной рады Украины, а Янукович решением Верховной Рады был лишен президентских полномочий. 23 февраля 282 народных депутата Украины проголосовали за назначение Турчинова исполняющим обязанности президента до выборов нового главы государства, назначенных на 25 мая 2014 года. При этом местопребывание Януковича стало неизвестным, один из лидеров Евромайдана Виталий Кличко тогда говорил: «Миллионы украинцев хотят знать, где Янукович, и пытаются его найти. Он исчез». 27 февраля в Украине формируется новый Кабинет Министров во главе с Арсением Яценюком. 28 февраля Янукович в российском Ростове-на-Дону впервые появляется на публике после своего исчезновения ночью 22 февраля. Он заявил: «Я остаюсь действующим президентом Украины». По его словам, «Россия должна использовать все имеющиеся у неё возможности, чтобы предотвратить тот хаос, террор, который сегодня есть на Украине», однако при этом он говорил: «Крым должен находиться в составе украинского государства».
3 марта 2014 года на заседании Совбеза ООН российский дипломат Виталий Чуркин заявил, что российский президент Путин получил от президента Украины Виктора Януковича обращение с просьбой «использовать российские войска для восстановления законности и защиты населения Украины». Эти призывы к России были запоздалыми попытками придать легитимности уже проходящему вооруженному захвату Крыма Россией.
Весной 2017 года в Киеве начался заочный процесс над Виктором Януковичем, которому Генеральная прокуратура Украины выдвинула обвинения по статьям «государственная измена», «пособничество в умышленных действиях, совершенных с целью изменений границ территории и государственной границы Украины» и «пособничество в проведении агрессивной войны». В ходе судебного процесса над Януковичем в качестве свидетелей были привлечены многие высокопоставленные деятели Украины, в том числе Петр Порошенко, Арсений Яценюк, Арсен Аваков, Андрей Парубий и Александр Турчинов. В ходе суда Яценюк заявил: «Обращение Януковича сыграло ключевую роль в легитимизации ввода российских войск [в Крым]». По словам Порошенко, «военный захват Крыма, проведение референдума и разрешение Совета Федерации России использовать ВС России в Украине были хорошо скоординированы в Кремле». Согласно утверждениям главы СБУ 2014—2015 годов Валентина Наливайченко, Янукович «способствовал вторжению России в Крым с 2010 года». Так, утверждал Наливайченко, с этого времени украинские власти восстановили разорванные ранее соглашения с российской ФСБ, в результате чего та «вернула своих агентов в Украину». По словам Наливайченко, ФСБ в течение длительного времени вербовала украинских офицеров в Крыму, а власть Януковича «возобновила деятельность антиукраинских организаций», которые помогали военным России в 2014 году. Украинский адмирал Игорь Тенюх на суде рассказал, что в 2006—2010 годах отношения ВМС Украины и ЧФ ВМФ РФ были напряжёнными, однако после прихода к власти Януковича все изменилось, «началась кадровая зачистка» и «проукраинских офицеров меняли на пророссийских».
Адвокаты Януковича заявляли, что «аннексия Крыма произошла не из-за действий Виктора Януковича, а из-за бездействия руководства Украины, которое пришло к власти после Евромайдана». Украинский политолог Михаил Басараб отмечал, что попытки защиты Януковича доказать, будто виновником всего произошедшего в Крыму является не Россия, а постмайдановская украинская власть совпадает с аналогичной линией российской пропаганды. В марте 2018 года на пресс-конференции в Москве Янукович заявил: «Почему сдали Крым? Создается впечатление, что власть сделала все, чтобы оттолкнуть Крым от Украины, избавиться от проблемной территории. Учитывая выступивших на суде свидетелей, можно точно сказать, что действий на сохранение Крыма в составе Украины теми, кто захватил власть, не было совершено».
В январе 2019 года суд в Киеве заочно приговорил Януковича к 13 годам заключения, признав виновным в государственной измене и «пособничестве в ведении агрессивной войны». Однако суд поставил, что сторона обвинения не предоставила убедительных доказательств, что Янукович действовал «с целью так называемого сепаратизма», поэтому оправдал его по обвинению в пособничестве посягательству на территориальную целостность Украины.

### Статус самопровозглашённой республики и вопрос о наличии признаков государственности
Признание Россией Республики Крым было юридической уловкой, чтобы Россия могла заявлять, что это не она аннексировала украинский Крым, а Республика Крым реализовала своё право на слияние с другим государством. Будучи признана только Россией, Республика Крым может рассматриваться как самопровозглашённое государство, распространёнными критериями которых являются «критерии государственности» по конвенции Монтевидео: наличие постоянного населения, определённой территории, собственного правительства, способности к вступлению в отношения с другими государствами. Республика Крым имела «определённую территорию» (хотя и неурегулированную окончательно) и население; крымские сепаратисты «пытались установить свою власть на полуострове» и исключить украинское управление им, стремясь обеспечить признание «эффективного» характера их сецессии.
Вместе с тем, «существенное российское присутствие» позволяет критикам ставить под вопрос наличие у республики соответствие критерию наличия собственного эффективного правительства («территория Крыма контролировалась скорее Россией, чем крымскими властями»), а тот факт, что территория республики являлась целиком спорной, выдвигается в качестве возражения тезису о наличии у республики одного из фундаментальных свойств государства — собственно «определённой территории». «Способность к вступлению в отношения с другими государствами» ставится под сомнение ввиду кратковременного существования РК, кроме того, она сковывалась тем, что референдум и провозглашение независимости (как и последовавшее формальное включение в РФ) не получили международного признания: в частности, Генеральная Ассамблея ООН в дальнейшем приняла резолюцию, в которой «призывает все государства, международные организации и специализированные учреждения не признавать любое изменение статуса Автономной Республики Крым и города Севастополя…», аналогичное осуждение изменений статуса Крыма содержалось и в заблокированном Россией проекте резолюции Совета Безопасности ООН, расклад голосов по которому «говорит о широком осуждении действий России со стороны членов ООН».

### Вопрос о правомерности сецессии и применимости права на самоопределение
Выход Автономной Республики Крым и Севастополя из состава Украины противоречит Конституции Украины, согласно которой вопрос изменения границ Украины должен решаться только на всеукраинском референдуме, назначаемом Верховной радой Украины. Руководство России в этой связи опирается на прецедент с признанием одностороннего провозглашения независимости Косова и концепцию «возмещающего отделения»; по утверждению РФ, предусмотренное Уставом ООН и Декларацией о принципах международного права, касающихся дружественных отношений и сотрудничества между государствами, принятой резолюцией Генеральной Ассамблеи ООН от 24 октября 1970 года № 2625 (XXV), право на самоопределение, в том числе на «свободное присоединение к независимому государству или объединение с ним», было реализовано «в экстремальных условиях невозможности реализации [населением Крыма] права на самоопределение в рамках Украины, усугубившихся приходом к власти незаконных властей, которые не представляют весь украинский народ».
Западные исследователи отвергают правомерность провозглашения независимости Крыма, в этой связи ими выдвигаются тезисы о соблюдении внутреннего самоопределения («с точки зрения международного права автономный статус республики Крым с его особыми полномочиями фактически уже исчерпывает право на самоопределение»), проведения референдума в условиях военного вмешательства («противоречившего императивным нормам международного права», в силу чего даже «искреннее желание крымчан присоединиться к России» не делает референдум законным), нарушении обязательств России по признанию границ Украины и невмешательству во внутренние дела страны, наконец, ставятся под сомнение соответствие жителей Крыма понятию «народа» и само самоопределение населения полуострова, а также применимость концепции «возмещающего отделения» (самой по себе спорной) и косовских аналогий к крымской ситуации. Российский исследователь Владимир Томсинов военную поддержку властям самопровозглашённой республики рассматривает как призванную «избавить народ Крыма от насильственных действий <…> лишающих граждан возможности провести референдум».

## Проблема принадлежности Крыма
Большая часть международного сообщества не признаёт аннексию Крыма и считает полуостров территорией Украины. Генеральная Ассамблея ООН 27 марта 2014 года приняла резолюцию о территориальной целостности Украины, в которой заявила, что «референдум, проведённый в Автономной Республике Крым и городе Севастополе 16 марта 2014 года, не имея законной силы, не может быть основой для любого изменения статуса Автономной Республики Крым или города Севастополя». По состоянию на 2021 год ни одно государство не издало официальных правовых актов о признании Крыма частью России, хотя в поддержку российской позиции высказывались официальные представители нескольких государств (Афганистана, Беларуси, Боливии, Сирии, Судана, КНДР).
Западные эксперты в области международного права рассматривают события февраля—марта 2014 года как незаконную аннексию Крыма, нарушающую территориальную целостность Украины и ряд договорённостей с Украиной и международных норм. Российские исследователи спорят с ними, рассматривая ситуацию как случай реализации права на самоопределение, фокусируясь на «законном и добровольном» решении Крыма «воссоединиться с родиной — Россией». При этом до аннексии Крыма российские исследователи активно поддерживали принцип невмешательства и запрета на применение силы, а также отвергали идею одностороннего гуманитарного вмешательства — но после аннексии они приняли принципы самоопределения народов и одностороннего гуманитарного вмешательства и предпочли промолчать о важности принципов невмешательства и неприменения силы.
Западные исследователи критикуют российские публикации за то, что в них таким понятиям, как «внутреннее самоопределение», «возмещающее отделение» и «свободное волеизъявление», придаётся новое содержание, предварительно смоделированное для конкретного случая. Вопросы организации референдумов и конституционности смены правительства поднимаются до уровня международного права, хотя они подлежат регулированию в соответствии с национальным законодательством. Наконец, концепции международного права дополняются неуместными историческими и философскими аргументами или международное право вовсе объявляется не соответствующим российским геополитическим интересам.
По мнению ряда экспертов, к захвату Крыма и его последующей аннексии, затем оккупации Донецкой области в ходе российско-украинской войны, и аннексия остальных захваченных территорий Украины в ходе полномасштабного вторжения России на её территорию, российское руководство подтолкнула слабая реакция Запада на войну в Грузии.

## Информационное освещение
Российская военная операция в Крыму сопровождалась масштабной информационной кампанией в российских СМИ, со времён распада СССР располагавших многомиллионной русскоязычной аудиторией на Украине. Основные цели этой кампании состояли в дискредитации украинского руководства, пришедшего к власти в результате Евромайдана, и подрыве его легитимности, в подчёркивании серьёзной угрозы для русского и русскоязычного населения Украины (и, в частности, Крыма), исходящей от ультраправых сил после смены власти в стране, и в демонстрации «широкой народной поддержки» идеи «возвращения Крыма на Родину», под защиту России.
Российская информационная кампания включала в себя подчинение или вытеснение немногих оставшихся отечественных независимых СМИ, что позволило получить дополнительные возможности для формирования взглядов в России на события на Украине. Мощный контроль правительства России над российскими СМИ оказал серьёзное влияние на успешность её операций. Российские СМИ прибегали к фальсификациям: искажали фото- и видеоматериалы, использовали актёров, притворяющихся «крымскими активистами» и «беженцами из Донбасса» и поддерживающих российский нарратив.
Российские исследователи и научные журналы в области права отражают события российской военной агрессии против Украины и аннексию Крыма некритично.
В российских СМИ смена власти на Украине квалифицировалась как «переворот», осуществлённый при поддержке Запада, в интересах которого новая власть и действует, Евромайдан — как движение, в котором доминировали крайние националисты, а сторонники евроинтеграции Украины представлялись идеологическими наследниками нацистов и их пособников. Ложно утверждалось, что русскоговорящие на Украине подвергаются систематическим нападкам. Подчёркивалась «историческая принадлежность» России Крымского полуострова, передача которого Украине в 1954 году являла собой «историческую ошибку» советского руководства, а также легитимность референдума 16 марта 2014 года как «свободного волеизъявления народа Крыма»; выделялся «добровольный переход» украинских силовиков в Крыму на сторону России и пророссийских сил. Утверждалось, что политика России в отношении Крыма аналогична действиям западных стран, считающих себя вправе осуществлять интервенции, перекраивать государственные границы и поощрять создание новых государственных образований (в том числе имея в виду «косовский прецедент»). Западные государства обвинялись в непосредственной организации событий на Украине — в особенности это касалось США, основной мотивацией которых в российских СМИ называлось расширение НАТО и сдерживание России, ради которого США оказывали давление на европейские страны в вопросе введения санкций против России. До осуществления аннексии публично отрицалось, что Россия планирует аннексировать Крым, а её солдаты присутствуют на крымской территории.
Российские СМИ, воздействуя на внутрироссийскую аудиторию, способствовали формированию массовой поддержки стремительного превращения запутанного конфликта в политически приемлемое присоединение новых территорий; СМИ широко растиражировали обращение президента Путина от 18 марта 2014 года, где он обратился к историческим и эмоциональным аргументам в пользу аннексии Крыма. Что касается крымской аудитории, то, как пишут исследователи RAND Corp., оценить чистый эффект от информационной кампании на неё крайне нелегко: российское телевещание обращалось в первую очередь к внутренней аудитории, а воздействие на жителей Крыма и Украины в целом стало «побочным продуктом» (куда бо́льшую роль в организации событий сыграли действия «российских агентов и их помощников» в Крыму). С течением крымских событий трансляция украинских телеканалов на территории полуострова была прекращена, однако, как показали социологические опросы, большинство жителей Крыма к тому времени уже получало информацию в основном из российских СМИ. RAND Corp. считает, что, хотя информационная кампания сыграла свою поляризующую роль, её ключевые успехи проявились не сами по себе, а как следствие ошибок новой украинской власти, восстановившей против себя население Крыма; пропагандистская кампания, сопутствующая силовым действиям, была не более чем второстепенным фактором по отношению к захвату полуострова при помощи вооружённой силы.
NATO StratCom утверждает, что российская информационная кампания стала центральным элементом новой российской стратегии ведения войны, в которой основное поле битвы переместилось из физической реальности в сердца и умы населения, и именно она позволила России победить, не вступая в открытый вооружённый конфликт. Информационная кампания России сыграла очень важную роль в подготовке почвы для операции в Крыму и дальнейших действий на Востоке Украины. В ходе кампании был проведён тщательный анализ целевой аудитории; осуществлено доминирование в информационном поле за счёт быстрого производства больших объёмов информации и её эффективного распространения; заблокированы или разрушены враждебные информационные каналы; применены скрытые манипуляции в Украине для достижения социальных, политических, экономических и ментальных изменений; собственные информационные ресурсы, вроде Russia Today, были развиты до уровня, необходимо для конкуренции с другими странами в информационном поле.
Попытки пропаганды Кремля добиться успехов за рубежом закончились неудачей: Кремлю не удалось навязать свою точку зрения населению контролируемой правительством территории Украины и всему остальному миру. Например, в США канал Russia Today был популярен до военной эскалации на Украине, но впоследствии его репутации был нанесен серьёзный удар из-за предвзятого освещения украинского конфликта. На подконтрольных правительству Украины территориях российские источники информации непопулярны. С другой стороны, в Западной Европе, в частности в Германии, удалось достичь небольших успехов: некоторые немецкие СМИ ретранслировали кремлёвскую пропаганду.
Хотя ситуация со свободой слова и плюрализмом в СМИ на Украине лучше, чем в России, украинские СМИ также оказались вовлечены в разворачивавшееся информационное противостояние с Россией; в них наблюдалось «смещение акцентов» в распространяемой информации о ситуации в стране, смешение фактов и оценок событий и нарушение нейтральности «тона» передаваемых сообщений. Победа Евромайдана привела как к негативным, так и к позитивным последствиям для свободы прессы на Украине. С одной стороны, уменьшилось давление государства на СМИ; были приняты законы, направленные на приватизацию государственных СМИ и обеспечение прозрачности управления СМИ; появились независимые Интернет-СМИ; в целом, по данным НКО вроде Freedom House и местных наблюдателей, улучшилась ситуация со свободой слова. С другой стороны, сохранилась зависимость СМИ от олигархов, экономические и политические интересы которых впервые за всю историю самостоятельной Украины полностью совпали с позицией и курсом действующей власти. Кроме того, журналисты Украины оказались не готовы к освещению войны, и перед ними встал выбор между профессиональным освещением конфликта между Россией и Украиной и лояльностью к своей стране. «Патриотический подход» к освещению конфликта приобрел значительную популярность среди многих украинских журналистов, но, тем не менее, некоторые ведущие журналисты и медиа-НКО решили бороться за независимую и непредвзятую журналистику.
По мнению аспиранта крымского Таврического национального университета Сергея Голубева, во время событий в Крыму «большинство ведущих общенациональных СМИ стали фактически главным ресурсом информационной войны, отстаивая лишь вполне определённую точку зрения, тогда как альтернативный взгляд на указанные события в медиапространстве практически не был представлен» (в частности, крупнейшие общенациональные каналы Украины со 2 марта выходили с одинаковым логотипом — флагом Украины и надписью на нём «Единая страна» на русском и украинском языках). Крымский полуостров в украинских СМИ во время и после событий 2014 года, как правило, именовался «оккупированным», а его «аннексия» после смещения Януковича стала одним из главных (наряду с последовавшей затем войной в Донбассе) объектов неприятия «промайданных» сил.
Обе стороны конфликта обвиняли друг друга во лжи и настаивали, что именно их информация является «достоверной» — хотя в действительности искажения (в том числе и умолчания, и преувеличения) допускали все его участники. Кроме того, сторонами конфликта предпринимались попытки ограничить доступ к информационным ресурсам друг друга. Так, Национальный совет Украины по вопросам телевидения и радиовещания потребовал ограничить (а потом и полностью прекратить) вещание российских телеканалов на Украине, что мотивировалось «информационной войной» и «угрозой национальной безопасности». В Крыму прекращалось вещание украинских телеканалов, ранее обвинённых властями полуострова в «однобоком» освещении ситуации, частично их заменили российские телеканалы. После этого власти Крыма продолжили наступление на независимую крымскую прессу: закрыли ряд крымскотатарских и украиноязычных СМИ под надуманными предлогами, использовали против прессы антиэкстремистскую риторику, блокировали сайты оппозиционных новостных изданий. По данным Freedom House, агрессивные усилия крымских властей по установлению контроля над местным медиа-ландшафтом привели к тому, что в 2014 году ситуация со свободой слова на полуострове стала хуже, чем в России. Кроме того, ограничивался доступ нелояльных журналистов к освещению происходящих событий.

## Последствия аннексии

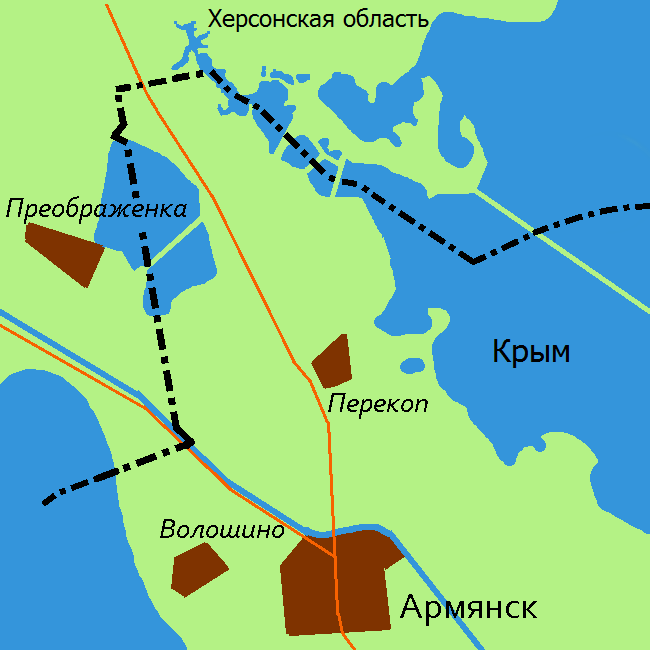
Фактическая граница РФ и Украины в районе Перекопского перешейка

### Начало российско-украинской войны
Аннексия Крыма ещё более обострила противостояние в Украине. Радикально пророссийские силы в ряде регионов страны (в том числе в Донбассе), вдохновившись исходом крымских событий, стремились повторить «крымский сценарий» в своих регионах и от «простого неприятия» новой украинской власти перешли к активному сопротивлению и свержению её местных сторонников. Новая украинская власть после появления вооруженных людей в Донбассе приняла решение не допустить повторения «крымского сценария», объявив о начале силовых действий против протестующих, захватывающих административные здания на востоке страны, которые по утверждению официального Киева, координировались из России. Пророссийские выступления на востоке страны украинские власти рассматривали как «вторую волну спецоперации РФ» против Украины, целью которой и. о. президента Украины спикер Верховной Рады Александр Турчинов назвал стремление российского руководства «разорвать на части нашу страну». Началась война в Донбассе, в ходе которой российская армия с 2014 года принимала участие в боях на востоке Украины. Российские власти официально отрицали наличие своих вооруженных сил на Донбассе, но, как отмечали журналисты, аналогичным образом отрицалась принадлежность «зелёных человечков» к войскам РФ и во время захвата ими Крыма. В войне на востоке Украины на протяжении 2014—2022 годов погибли около 13 тыс. человек. На переломе 2021—2022 годов Путин принял решение о полномасштабном вторжении в Украину.

### Международные отношения
Аннексия Крыма Россией не признана международным сообществом и Украиной. Украина отказывается признавать созданные Россией органы власти в Крыму, считая российские действия оккупацией собственной территории. Также Украина в 2017 году подала в ООН иск против России, где, в частности, обвинила Москву в нарушении конвенции ООН о ликвидации всех форм расовой дискриминации, заявляя о дискриминации российскими властями в Крыму украинцев и крымских татар. Украина и ряд специалистов заявили, что своими действиями в Крыму Россия нарушила множество двухсторонних и международных договоров, среди которых Будапештский меморандум и Договор о дружбе, сотрудничестве и партнёрстве между Российской Федерацией и Украиной.
Позиция Украины относительно принадлежности Крымского полуострова получила поддержку большей части государств — членов ООН. Аннексия Крыма серьёзно ухудшила политические и военные отношения России с западным сообществом («Большая семёрка», государства — члены НАТО, Евросоюза, Совета Европы), которые осудили российское вооружённое вмешательство во внутренние дела Украины («российской агрессии») и поддержке территориальной целостности и суверенитета Украины, а некоторые из введённых в отношении России санкций непосредственно связаны с российскими действиями в Крыму. «Большая семёрка» исключила Россию из своего состава, а НАТО усилило своё военное присутствие в Восточной Европе. Хотя собственно аннексированную в 2014 году территорию Россия, «независимо от утверждений Киева или международного права», продолжила контролировать, конфликтный потенциал сохранился, и в прилегающих к Крыму районах время от времени происходили вооружённые инциденты, связанные с принадлежностью территории (российско-украинское столкновение в Керченском проливе в 2018 году, инцидент 2021 года в Чёрном море, когда британский эсминец предпринял попытку прохождения через крымские воды вопреки их закрытию Россией). В конечном итоге, после начала в феврале 2022 года российского вторжения на Украину, признание Крыма частью России стало одним из принципиальных российских условий для прекращения вооружённого конфликта.

### Экономические и социальные последствия для Крыма
Перед российским руководством и крымскими властями встала беспрецедентная для постсоветской России задача по интеграции полуострова в экономическую, финансовую, кредитную и правовую системы РФ, что, в частности, предполагало создание минимальной транспортной и энергетической связности с основной территорией России и распространение социальных и прочих обязательств государства перед гражданами на жителей Крыма, социально-экономические показатели которого до российской аннексии были в несколько раз ниже российских. Общий переходный период был установлен до 1 января 2015 года, однако ряд соответствующих задач был решён оперативнее, тогда как другие потребовали больше времени. Российскими властями разработана и осуществляется федеральная целевая программа социально-экономического развития Крыма до 2022 года, включающая строительство более 800 объектов в 9 отраслях экономики. Бюджет Крыма, составлявший в 2013 году лишь эквивалент 600 млн долларов, или около 18 млрд рублей по курсу 2013 года, постоянно увеличивался и достиг 174,7 млрд рублей в 2018 году, при этом поступления из федерального бюджета по ФЦП составили 131,1 млрд рублей (75 % от общего бюджета Крыма). Крым, как, впрочем, и в украинский период, остаётся дотационным регионом.

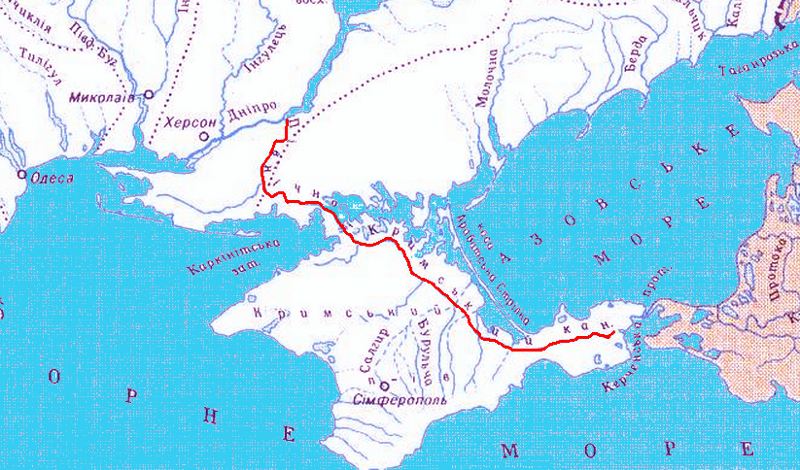
Северо-Крымский канал

Остро встал вопрос об обеспечении энергоснабжения Крыма. К моменту российской аннексии полуостров почти 80 % потребляемой энергии получал с материковой Украины, и когда в 2015 году украинские активисты начали «энергоблокаду Крыма» (перешедшую затем в официальный государственный запрет на энергопоставки в Крым), на полуострове вводился режим чрезвычайной ситуации и проводились веерные отключения электроэнергии. К 2017 году после запуска энергомоста (купировавшего проблему зависимости от украинской электроэнергии) в Крыму были достигнуты многолетние максимумы энергопотребления; в 2019 году были введены в эксплуатацию парогазовые ТЭС (Таврическая и Балаклавская, общая мощность 940 МВт), сократившие зависимость и от энергомоста.
Нерешённой оставалась проблема водоснабжения — перекрытый в 2014 году Украиной Северо-Крымский канал обеспечивал 85 % водных потребностей полуострова, и утрата этой воды привела к сокращению выращивания водозатратных сельскохозяйственных культур, хотя виноградарство смогло адаптироваться в условиях дефицита воды — увеличилась как площадь, так и валовый сбор с виноградников. Россия рассматривала различные варианты альтернативного решения водной проблемы (в том числе строительство опреснительных установок, извлечение пресной воды из пластов под Азовским морем), однако в итоге, в ходе боевых действий 2022 года, предприняла силовое деблокирование канала.
Рекордно увеличился туристический поток, чему способствовало открытие в 2018 году автодорожного Крымского моста, ставшего основным способом транспортного сообщения с Крымом. В декабре 2019 года по мосту было открыто железнодорожное сообщение.
Среди крупнейших строек также можно выделить сдачу первой очереди новой трассы «Таврида», строительство нового аэровокзального комплекса в Симферополе, а также возведение многопрофильного медицинского центра Крымской республиканской клинической больницы им. Семашко.
Российский крупный бизнес начал замещать мелкий бизнес на полуострове, что привело к снижению конкуренции в некоторых отраслях, таких как сферы торговли и транспорта, а также снижению доли населения Крыма, занятой в малом бизнесе.
Аннексия Крыма изолировала регион от остального мира. ЕС запретил импорт продуктов, произведенных в Крыму или Севастополе, и инвестиции в эти регионы. США, Канада и Украина также ввели экономические санкции в отношении физических и юридических лиц, работающих в Крыму. Из-за того, что западные компании не работают в регионе, ряд западных товаров и услуг в Крыму недоступен. Из-за санкций даже некоторые российские фирмы из сферы банковского дела и связи отсутствуют на полуострове.

### Последствия для прав человека в Крыму
После аннексии Крыма Россия ввела жестокие репрессивные меры, чтобы заставить замолчать оппозицию продолжающейся оккупации полуострова, в основном состоящую из крымских татар и других проукраинских лиц. Российские власти, действующие в Крыму, агрессивно преследуют противников оккупации с помощью цензуры, запугивания, внесудебных преследований и государственного насилия, оправдываемого риторикой борьбы с экстремизмом и терроризмом. По состоянию на март 2019 года примерно три четверти украинских политзаключенных, содержащихся под стражей в России, являются выходцами из Крыма, и почти три четверти из них — крымские татары. Российские правоохранительные органы в Крыму выбивали показания под пытками и фабриковали доказательства экстремизма для осуществления политических преследований. На начало 2022 года как минимум 40 крымских татар в ходе репрессий осуждены за экстремизм и терроризм с тюремными сроками до 19 лет, намного больше находятся под следствием. Некоторые бежали из захваченного Крыма на материковую Украину, намного больше, чтобы остаться в Крыму, нехотя приняли российское гражданство.
Серьёзнее всего от мер, направленных на подавление и запугивание оппозиции, пострадали крымские татары, которые возглавили крупнейший фронт сопротивления аннексии Крыма. Эти меры включали спонсирование на государственном уровне научных работ, подрывающих и делегитимизирующих статус крымских татар как коренного населения полуострова, уничтожение культурных и исторических символов крымских татар и непосредственно репрессии. Так, крымскотатарский Меджлис был объявлен экстремистской организацией, а его руководство арестовано по сомнительным обвинениям в экстремистской деятельности — тем самым крымским татарам было отказано в праве на представительство и политическую организацию. Дома, мечети и религиозные центры крымских татар подверглись облавам со стороны российских правоохранительных органов в рамках репрессивной кампании против «исламского экстремизма», известен также один случай, когда такой налёт привёл к смертельным последствиям для крымской татарки.
С начала оккупации Крыма по 2018 год УВКПЧ задокументировало 43 случая насильственного исчезновения в Крыму, причём 11 человек до сих пор не удалось найти, один человек умер, а ещё один находится под стражей. Насильственные исчезновения предположительно совершались самообороной Крыма, казацкими группами, представителями ФСБ, полицией Крыма и другими правоохранительными органами. Освобождённые жертвы выступили с заслуживающими доверия утверждениями о жестоком обращении и пытках, в частности, со стороны ФСБ и самообороны Крыма. За эти преступления никто не был привлечён к ответственности.
На полуострове было отмечено серьёзное ухудшение ситуации со свободой прессы и свободой мирных собраний. Мирные протесты полностью запрещались под предлогами «возможных провокаций со стороны экстремистов», протестующие запугивались военной техникой и вооружёнными формированиями, им запрещалось использование символов Украины. Чтобы обойти драконовские ограничения на мирные собрания, многие крымские татары начали выражать свое недовольство с помощью одиночных демонстраций, разрешёнными российским законодательством, но несмотря на это они продолжили сталкиваться с запугиванием и судебным преследованием. В то время как запреты или ограничения на мирные собрания в основном затронули крымских татар или других лиц, симпатизирующих Украине, даже сторонники аннексии Крыма сталкивались с задержаниями за проведение демонстраций.
Так как Крым является многонациональным и многоязычным регионом, новые власти пообещали поддерживать и продвигать все языки полуострова. Тем не менее, есть основания полагать, что официально провозглашённое равенство русского, украинского и крымскотатарского языков на полуострове не было воплощено на практике. После аннексии Крыма наблюдалось радикальное ухудшение украиноязычного школьного образования в Крыму. По данным Human Rights Watch, в Крыму на родителей детей, желающих записать своих детей в украиноязычные классы, оказывалось давление, а затем эти классы и вовсе закрыли, потому что в них якобы не хватало учеников, УВКПЧ также отметил нарушение прав на образование на крымско-татарском и украинском языках.
После оккупации Крыма большая часть населения полуострова согласилась получить российские паспорта, но те, кто от них отказались, столкнулись с дискриминацией, ограничением доступа к здравоохранению, увольнениями и трудностями с получением работы. Более того, некоторых жителей Крыма без российских паспортов заставили покинуть Крым судебным решением. УВКПЧ отметило, что российская практика перемещения граждан Украины из Крыма в другие части Украины через отказ в праве на проживание по иммиграционным делам влечет за собой вынужденное перемещение, запрещённое международным правом.

### Военная сфера
Аннексия региона фактически освобождала Россию от необходимости платить арендную плату за пребывание войск на полуострове; состав войск был усилен, что «обеспечило защиту территории полуострова и интересов России в Чёрном море». В частности, в состав самого ЧФ в 2014—2019 годах вошло около 20 кораблей и подводных лодок. Соглашения о базировании флота были расторгнуты Россией, так как Россия рассматривает полуостров как часть своей территории, а с 2019 года и Украина формально не может требовать их соблюдения.
С другой стороны, российские военные предприятия пострадали от западных санкций, введённых из-за аннексии Крыма и военной агрессии на Востоке Украины, а также разрыва связей с украинскими предприятиями. Так, Дмитрий Рогозин сообщил парламенту, что украинские комплектующие использовались при производстве 186 видов российской военной техники, в том числе кораблей, самолётов и вертолётов. Кроме того, российский ВПК зависим от западных электронных компонентов, особенно компьютеров, жизненно важных для любой современной армии.

### Экономические последствия для России
Хотя аннексия Крыма принесла российским властям значительные дивиденды на внутриполитической арене и некоторые стратегические преимущества, интеграция Крыма потребовала от России немалых затрат. Россия аннексировала регион, который нуждался в дотациях из бюджета, многомиллиардных инвестициях в модернизацию и развитие инфраструктуры, социальных тратах и покрытии бюджетного дефицита. С 2014 года Москва вложила огромные суммы денег в экономику Крыма, финансируя ряд крупных инфраструктурных проектов сомнительной ценности. Эти расходы оказались обременительны для российских финансов в то время, когда международные санкции начали действовать. По данным Bllomberg, Россия потратила на Крым 1,5 триллиона рублей за первые 5 лет оккупации.
Санкции, введённые против России в том числе и за аннексию Крыма, привели к различным негативным экономическим последствиям: в частности, одно из исследований оценивает потери российских компаний от санкций в 4,2 % ВВП, хотя другие аналитики приводят более низкие оценки.

### Внутриполитические последствия для России

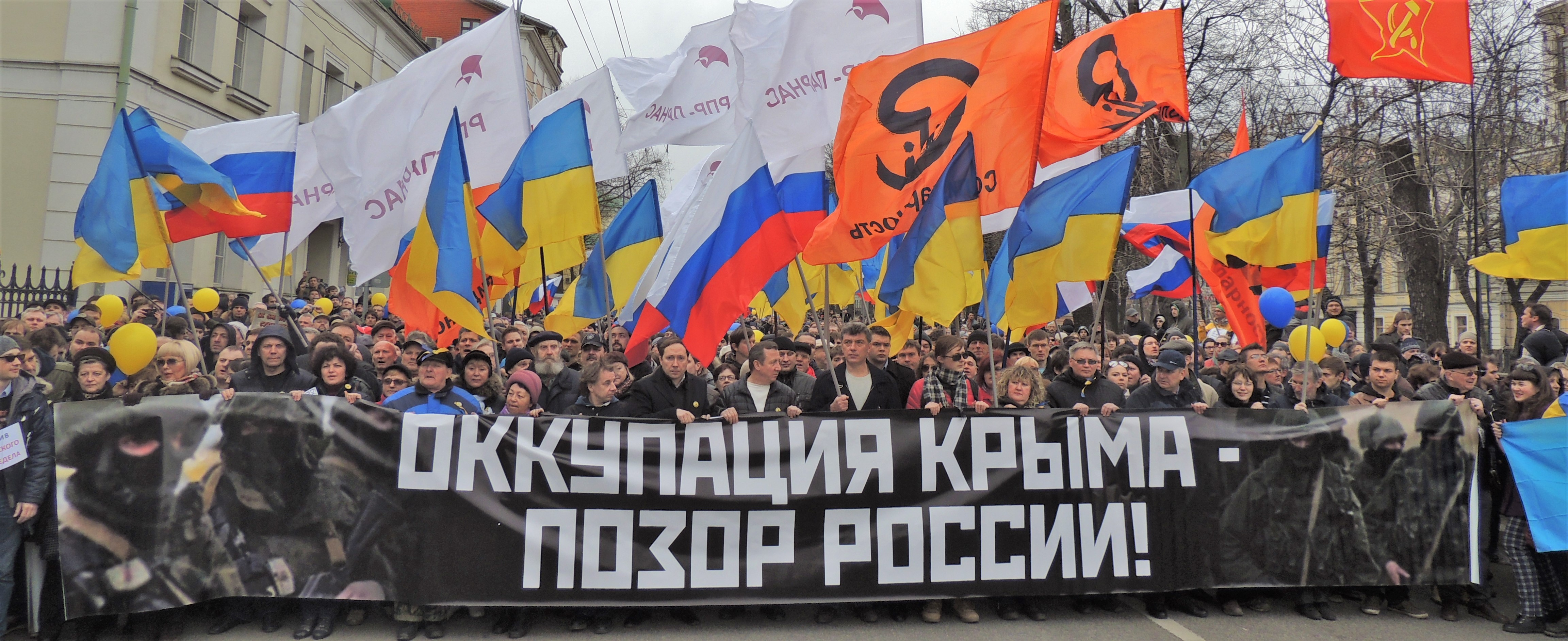
«Марш мира» 15 марта 2014 года, Москва

Аннексия Крыма была поддержана всеми российскими парламентскими партиями и, согласно опросам, населением в целом, способствовало росту рейтинга президента Путина и федеральной власти, который падал несколько лет до этого; кроме того, согласно проводившимся после 2014 года опросам, аннексия была поддержана и большинством населения самого Крыма. «Воля миллионов людей» и «общенациональный консенсус» по данному вопросу («крымский консенсус») декларировались российским руководством как обоснование «твёрдости внешнеполитической позиции» в целом и легитимности нахождения Крыма в составе России в частности. Однако данные опросов (как общероссийских, так и крымских) вызвали и критические комментарии: в частности, выдвигались утверждения об использовании манипулятивных формулировок и, применительно к масштабному опросу весны 2014 года, об отсутствии «градации шкалы по степени уверенности или по степени определённости ответа», а также о самоцензуре (в особенности в телефонных опросах, где «нет гарантии анонимности») «непатриотичных ответов». Кроме того, отмечалось ухудшении ситуации со свободой слова и дискомфорт респондентов при высказывании собственного мнения, что подтверждается резким сокращением доли тех, кто считал, что люди могут открыто говорить о своих отношениях с Путиным и властью, и доверял результатам опросов. Применительно к крымским опросам, заявлялось о невозможности свободного волеизъявления в условиях «жёсткой наказуемости» отрицания российского суверенитета над Крымом. Критики аннексии, возражая тезису о поддержке такового большинством местных жителей, ссылаются на результаты исследований, проведённых до марта 2014 года, которые указывали на растущую поддержку украинского государства и идентификацию с ним среди крымчан всех этнических групп, однако эта аргументация не учитывает рост сепаратистских настроений в Крыму в условиях нарастания и радикализации протестов сторонников Евромайдана (отношение к которому большинства населения Крыма было весьма негативным).
После аннексии Крыма авторитаризм и репрессии в стране приобрели новую легитимность. На средства массовой информации были наложены дополнительные ограничения, в то время как давление на политическую оппозицию и различные гражданские структуры увеличилось.
По состоянию на 2022 года теме «воссоединения Крыма с Россией» в каждом рекомендованном Минпросвещения современном учебнике истории посвящено несколько страниц, на которых событиям даётся исключительно положительная оценка.

### Последствия для Украины
Для большинства украинцев захват Крымского полуострова стал неожиданностью. Россия, преступив через Будапештский меморандум, разрушила свой же миф о «братских народах» России и Украины. Для Украины утрата Крыма, наряду с геополитическими, военными и внутриполитическими последствиями, связана с экономическими последствиями потери государственной собственности, находившейся на полуострове, которая вошла в число объектов, национализированных крымскими и российскими властями (см. также Переходный период в Крыму#Крым и Украина), де-факто сократилась исключительная экономическая зона страны. С полуостровом Украина утратила две трети своего военного флота. И хотя первоначально была достигнута принципиальная договорённость о выведении всех украинских кораблей и самолётов из Крыма, позднее Россия приостановила передачу военной техники из Крыма Украине, ссылаясь на действия украинских силовиков на востоке Украины, хотя и не исключила возможность возобновления передачи военной техники.
Для России, по оценке Stratfor, аннексия Крыма принесла существенные политические потери на Украине. Если до Евромайдана и аннексии Крыма «Украина воздерживалась от того, чтобы однозначно связать себя с Западом или с Кремлём, вместо этого там поочерёдно сменяли друг друга прозападные и пророссийские правительства», то утрата Крыма — а затем и части Донецкой и Луганской областей — вывела из политического поля Украины и значительное количество проживающих там пророссийских избирателей, сократив тем самым возможности прихода дружественных к России сил к общеукраинской власти. Большинство населения Украины восприняло утрату полуострова негативно, хотя и не стремилось к немедленному его возврату.

## Преследование за непризнание Крыма российским
Критика аннексии Крыма — уголовное преступление в РФ, наказывающееся лишением свободы до 5 лет. На конец 2017 года как минимум 10 человек были осуждены за «призывы к нарушению территориальной целостности», как минимум шесть из них — за высказывания об аннексии Крыма. В 2015 году татарского активиста приговорили за критику оккупации и аннексии Крыма — публикацию в интернете «утверждения о том, что Крым не является территорией России, и призывы к действиям по защите Крыма от российской оккупации», формирование «негативного отношения к действиям России в Крыму в 2014 году» и «представления, что территория Крыма присоединена к России незаконно». Рафиса Кашапова, отпущенного из заключения в конце 2017 года, Амнести признала узником совести. В 2020 году в России приняли закон, предусматривающий наказание за призывы к отчуждению российских территорий.
С марта 2022 по 2024 год власти РФ в Крыму осудили 625 человек за выражение проукраинских взглядов или демонстрацию украинской символики.

## Вопрос возвращения Крыма Украине
После интервенции российских войск в Крым в феврале 2014 года Украина оказалась в тяжёлой ситуации. У Украины не было легитимного президента, ВСУ после правления Виктора Януковича пребывали в плохом состоянии и не были готовы к войне с Россией, в результате чего украинские власти сдали Крым российским войскам без боя. Однако Украина не признала аннексию полуострова.
Летом 2014 года недавно избранный новый украинский президент Пётр Порошенко во время визита в Варшаву заявил: «Крым будет украинским». Но никаких конкретных шагов по достижению этой цели украинским президентом тогда предоставлено не было. В 2015 году в обсуждении вопроса возвращения Крыма активно включились представители Меджлиса крымскотатарского народа, которые были вынуждены покинуть аннексированный полуостров. Осенью 2015 года началась «гражданская» блокада Крыма, инициаторами которой выступили лидеры Меджлиса Рефат Чубаров и Мустафа Джемилев. Однако с началом войны в Донбассе вопрос Крыма отошёл на второй план, а внимание СМИ и усилия дипломатов стали направлены на вооружённый конфликт на востоке Украины. 14 декабря 2015 года в годовщину резолюции Генеральной ассамблеи ООН «Определение агрессии» МИД Украины обратился в ООН с призывом потребовать от России «прекратить агрессию и деоккупировать Крым».
К началу 2016 года противостояние в Донбассе приобрело характер позиционной войны, на фоне чего украинские власти пытались вернуть проблему Крыма в международную повестку. В январе 2016 года украинский президент Пётр Порошенко предложил для обсуждения механизма возврата Крыма формат «Женева плюс» с участием США и ЕС. Однако вскоре после анонса Украиной нового формата переговоров пресс-секретарь Владимира Путина Дмитрий Песков заявил: «для России тема Крыма закрыта». Эксперты отмечали, что хотя от украинских властей не прозвучало никаких конкретных предложений о механизме деоккупации полуострова, а ещё одна площадка переговоров с Россией вряд ли окажется продуктивной, однако они считали позитивной саму актуализацию темы Крыма. В апреле 2016 года украинский президент Пётр Порошенко заявил: «военного решения деоккупации Донбасса и Крыма не существует». Позиции о том, что Крым может быть возвращён только путём переговоров украинская власть будет придерживаться вплоть до полномасштабного вторжения России 2022 года.
В 2019 году к власти в Украине приходит новый президент — Владимир Зеленский. Изначально администрация нового президента Украины делала акцент на необходимости мирных переговоров с Россией по поводу Крыма и Донбасса. Однако в декабре 2019 года Зеленский признался, что не смог в ходе переговоров в Нормандском формате обсудить с Путиным вопрос Крыма. В августе 2021 года в Киеве провели учредительный саммит «Крымской платформы» — дипломатической инициативы Украины, целью которой было решение «крымского вопроса» путём переговоров.
После полномасштабного вторжения России в 2022 году Украина стала публично рассматривать возможность возвращения Крыма военным путём.

## Исторические аналогии
Аннексию Россией Крыма часто сравнивают с аншлюсом Австрии Германией в 1938 году. Как и видение Гитлера о Великой Германии, российская риторика о воссоединении России оправдывает захват якобы защитой якобы преследуемых меньшинств — немецкого в Чехословакии и русского в Крыму. Так, в качестве предлога для аннексии Судет Гитлер использовал «необходимость защитить судетских немцев от притеснений со стороны чехов». Путин же заявлял о том, что «будет защищать права русских везде». Как Путин заявлял, что «Крым всегда был русским», так и Гитлер утверждал: «Немецкое население Судет было и остается немцами». Как Путин критиковал Запад, так и Гитлер утверждал, что «его усилия улучшить отношения отвергались Западом». Как Путин заявлял: «Не верьте тем, кто пугает вас Россией, кричит о том, что за Крымом последуют другие регионы. Мы не хотим раздела Украины, нам этого не нужно», так и Гитлер утверждал, что он не пойдет дальше Судет. Крымский референдум 2014 года также сравнивали с австрийским референдумом по аншлюсу 1938 года. Историк Андрей Зубов подчеркнул, что фиктивный референдум был организован с целью придания юридической легитимности насильственной аннексии. Сходится и международная реакция, когда соседние страны посчитали, что агрессия Гитлера ограничится территориями с немецким населением. В обоих случаях была надежда, что агрессор не пойдет дальше. В обоих случаях это оказалось неверным.
31 марта 2014 года министр финансов ФРГ Вольфганг Шойбле публично сравнил действия России в Крыму и действия Гитлера по захвату Судет. Москва в ответ заявила протест, а канцлер Германии Ангела Меркель и министр иностранных дел Германии Франк-Вальтер Штайнмайер дистанцировались от такой аналогии. В то же время замглавы партии ХДС Фолькер Буфье заявил: «Аннексия Крыма сравнима с аннексией Судет при Гитлере», указав «что в обоих случаях события развивались по аналогичному шаблону». Весной 2014 года параллель между Путиным и Гитлером также проводили бывший госсекретарь США Хиллари Клинтон и британский принц Чарльз.
Действия западных государств в ответ на аннексию Крыма в 2014 году также сравнивали с политикой умиротворения Адольфа Гитлера и Мюнхенским соглашением в 1930-х.

### Комментарии
1. ↑  Россией признано постфактум, а во время событий отрицалось[7].
2. ↑  голосование Верховной рады об отмене закона об основах государственной языковой политики, подготовка закона о люстрации, радикальные заявления активистов Евромайдана и политических деятелей
3. ↑  В отчёте Миссии ОБСЕ по оценке положения в области прав человека, работавшей на Украине в марте-апреле 2014 года, отмечалось, что выяснить принадлежность и подчинённость действовавших в Крыму вооружённых групп и отрядов не представлялось возможным: их участники носили разную форму и представлялись членами отрядов «самообороны», «Армии Крыма», казаками или членами других организаций. Действуя вне рамок правового поля, эти группы пользовались попустительством, а иногда и активным соучастием властей, де-факто контролировавших территорию Крыма, включая правоохранительные органы[195].
4. ↑  в различных вариантах: перейти на сторону России, сложить оружие, или покинуть Крым[200].
5. ↑  Нередко называется «непризнанным государством», однако такое определение проблематично в отношении политий, получивших определённое (хотя и ограниченное) признание, см. подробнее.
6. ↑  Впрочем, легитимность референдума рядом авторов допускается, см. напр. Rein Müllerson. Ukraine: Victim of Geopolitics // Chinese Journal of International Law. — Vol. 13. — No. 1 (March 2014). — PP. 133—145
7. ↑  По мнению Украины, 400 двухсторонних и 80 международных договоров.
8. ↑  Условием нормализации отношений признание крымского референдума Россия назвала ещё 22 февраля[317], незадолго до начала боевых действий, однако тогда же это требование было отвергнуто украинскими властями как противоречащее «выбору украинского общества»[318]
9. ↑  В канун референдума о статусе Крыма в марте 2014 года, согласно совместному телефонному опросу ВЦИОМ и ФОМ в 83 регионах РФ, 91 % россиян одобряли присоединение Крыма к России, 5 % были против, остальные не смогли определиться[359][360]. Этот опрос, ставший «социологическим обоснованием (подкреплением) важнейшего политического решения» (на него прямо сослался президент Путин в своём обращении[356]), предполагал всего три варианта ответа — «Да» (поддерживаю/согласен), «нет», «затрудняюсь ответить».